# Battaglia di Forum Iulii
La battaglia di Forum Iulii si svolse nel 69 durante la guerra civile romana fra le forze di Vitellio e quelle di Otone. L'esito della battaglia campale fu la vittoria degli otoniani, mentre la notte si concluse con la sconfitta della cavalleria otoniana e della fanteria vitelliana, costringendo entrambe le fazioni a ritirarsi.

## Contesto storico e strategico
Dopo la caduta di Galba nel 68, fu nominato imperatore a Roma Otone, mentre pochi giorni prima lo era stato Vitellio presso il Reno, da parte delle legioni stanziate nella Germania Superiore e nella Germania inferiore. Vitellio decise quindi di sconfiggere Galba (che era ancora al potere) conquistando la penisola Italiana, e, guidando una buona parte dell'esercito, assegnò il resto di questo a due comandanti, Cecina e Fabio Valente, che avrebbero agito separatamente per qualche tempo. Dall'altra parte anche Otone, che nel frattempo aveva preso il potere, decise di difendere personalmente il nord Italia e di attaccare con la flotta a lui fedele e le coorti urbane ed i pretoriani a questa uniti la Gallia Narbonense poiché era l'unica fra le Gallie il cui accesso non fosse impedito dai presidi sulle Alpi di Vitellio. L'esercito mandato ad attaccare la Gallia Narbonense aveva come effettivo comandante (affiancato da altri due senza alcun potere) Svedio Clemente, che però non riusciva a fare in modo che i soldati seguissero la disciplina.

### Forze vitelliane inviate
Quando la notizia dell'imminente attacco fu annunciata a Fabio Valente, questi vi inviò due coorti di Tungri, quattro torme di cavalieri e tutta l'ala dei Treviri sotto il prefetto Giulio Classico, e parte di questi fu lasciata presso la vicina colonia di Forum Iulii per non lasciare la costa completamente indifesa concentrando tutti gli uomini nella spedizione in terra. Si aggiunsero inoltre una coorte di Liguri e cinquecento reclute della Pannonia.

## Battaglia
La battaglia si combatté in riva al mare, su una pianura fra questo e delle colline.
Da una parte gli Otoniani disposero sulla pianura i pretoriani e sulle colline parte dei soldati della marina e dei civili presi nel territorio. La flotta era disposta in modo che avesse le prue rivolte minacciosamente verso la spiaggia. Dall'altra parte i Vitelliani disposero a combattere sulle colline soldati Liguri, mentre il resto dell'esercito sulla pianura si posizionò in modo che i cavalieri, la loro forza principale, stessero davanti alle coorti vitelliane poste in formazione serrata.
Parte dei cavalieri di Vitellio si espose troppo e, mentre i pretoriani resistevano saldamente al loro attacco, di fianco li attaccava lanciando sassi il manipolo dei civili mescolato ai pretoriani. I Vitelliani furono poi sgomentati dalla manovra della flotta, che si era messa proprio alle loro spalle, così che sarebbero stati accerchiati e sterminati se non fosse stato per il sopraggiungere della notte, con la quale gli eserciti si ritirarono negli accampamenti.
I Vitelliani però non si diedero per vinti: fatti arrivare gli aiuti, sorpresero i nemici che si sentivano al sicuro. Le sentinelle furono uccise, fu superato il vallo e ci fu grande scompiglio sulle navi finché gli Otoniani non si rassettarono ed occuparono un colle nella zona per poi passare all'offensiva. Quindi sconfissero gran parte della fanteria nemica, infatti le coorti Tungre, dopo aver resistito a lungo, furono sommerse da una pioggia di frecce. Invece la cavalleria otoniana, che si era arrischiata a seguire quella nemica, era stata da questa circondata e distrutta. Entrambi gli eserciti, come dopo una tregua, viste le perdite si ritirarono.

## Conseguenze
Avuta notizia della battaglia, i capi della Corsica temettero che se avessero seguito il procuratore Decimo Pacario, che era ostile ad Otone e meditava di tentare il partito di Vitellio e che aveva imposto loro delle leve forzate, sarebbero stati attaccati dalla flotta di Otone senza ricevere alcun aiuto da Vitellio, che era troppo distante e non aveva una flotta tale da contrastare quella otoniana. Con questa battaglia capirono che quest'ultima non si sarebbe fermata neanche davanti alle forze di terra, come infatti era successo. Uccisero quindi nel bagno Pacario.